# Gro Steinsland
Gro Steinsland, född 1945, är en norsk professor i religionshistoria vid Universitetet i Oslo. Steinsland är specialist på fornnordisk religion. Hennes forskningsperiod är vikingatid och nordisk medeltid. Hon blev magister vid Universitetet i Bergen 1974 med en analys av gnostisk religion. Hon blev filosofie doktor 1989 med en avhandling om fruktbarhetsaspekterna i fornnordisk religion.
År 2005 gav hon ut en samlad religionsvetenskaplig framställning av fornnordisk religion i en volym. Steinsland har särskilt påpekat att gudinnors betydelse i fornnordisk religion har nedtonats av andra, företrädesvis manliga forskare. År 2012 gav hon ut en bok om hur religiösa myter har legitimerat makt, eller fungerat som "motmyter" till maktlegitimerande myter.